# 學術自由授權條款
學術自由授權條款（英語：Academic Free License）是一個寬鬆的自由軟體授權條款，由勞倫斯·E·羅森在2002年所撰寫，他是开放源代码促进会的法律總顧問。
這個授權條款授予使用者類似於BSD、MIT以及Apache授權條款的權利 —— 這些授權條款讓軟體可以變為非自由 —— 但是這是編寫來糾正這些授權條款的相關問題：
- AFL明確的在軟體的版權陳述中指出了有哪些軟體被包含在該授權中；
- AFL包含了一個完整的軟體版權授予；
- AFL包含了一個完整的軟體專利權授予；
- AFL明確的指出並無授權給被授權者的商標；
- AFL保證可以在授權條款的保護下擁有版權或是散佈軟體；
- AFL本身有版權保護，只能未經修改的複製或散佈。

自由软件基金会認為所有直到3.0版本為止的AFL都不相容於GNU通用公共许可证。雖然埃里克·雷蒙（開放原始碼促進會的共同創辦者）認為AFL 3.0應該是與GPL相容的。在2002年年底，一個開放原始碼促進會的工作草案認為這是「最佳實踐」的授權條款。然而，在2006年年中，開放原始碼促進會的授權擴散委員會發現其「與其他較流行的授權條款重覆了」，而這是針對Apache许可证第二版所言。

## 外部連結
- 學術自由授權條款 v3.0 的文字（页面存档备份，存于）
- Allocation of the Risk by Lawrence Rosen（页面存档备份，存于） (PDF) —— 學術自由授權條款背後的理由